# 小川一
小川 一（おがわ はじめ、1958年 - ）は日本のジャーナリスト。2015年6月から毎日新聞社取締役。2015年3月から日本新聞協会編集委員会代表幹事。

## 経歴
京都市生まれ。京都大学教育学部卒業。
1981年に毎日新聞社に入社し、社会部に18年在籍した。同社横浜支局長、社会部長、販売局次長、コンテンツ事業本部次長、「教育と新聞」推進本部長、執行役員東京本社編集編成局長を歴任。毎日新聞の電子新聞サービス「デジタル毎日」責任者。土門拳賞第33回選考委員。
家族は妻と2男。趣味は剣道。

## 共著・取材
- 毎日新聞社会部著『検証・最高裁判所 法服の向こうで』1991年、毎日新聞社 ISBN 4620308358（6記者の1人として取材・執筆担当[11]）
- 毎日新聞社会部著『情報デモクラシー』1992年、毎日新聞社 ISBN 4620308897（記者6名中の1名として取材・執筆担当[12]）
- 毎日新聞社会部編『政治腐敗を撃つ』1993年、毎日新聞社 ISBN 4620309664（連載企画担当者17名中の1名）[13]
- 毎日新聞取材班著『霞が関しんどろーむ 「官益」国家の裏側』1994年、毎日新聞社 ISBN 4620310115（取材班19名中の1名[14]）
- 毎日新聞社会部編『ウサギの耳とハトの夢 日本の核と情報戦略』1995年、リベルタ出版 ISBN 4947637323（執筆者20名中の1名[15]）
- 毎日新聞社会部編『長命社会を生きる 30代の記者たちと読者との「往復書簡」』1997年、毎日新聞社 ISBN 4620311677（取材班10名中の1名として取材担当[16]）
- 毎日新聞とうきょう支局著『なんだか変!』1999年、毎日新聞社 ISBN 4620313637
- 毎日新聞「情報デモクラシー」取材班著『個人情報は誰のものか 防衛庁リストとメディア規制』2002年、毎日新聞社 ISBN 4620316083

## 批判
2017年9月6日に「山尾志桜里氏の幹事長交代。週刊誌が彼女の不倫疑惑を報じるよう」、「こういうスキャンダルで政治や政局が動くのは残念」と嘆いた。しかし、自民党議員の不倫時は叩いたり、自社の社説の「議員辞職は当然だ。所属する自民党にも責任がある。」に賛同していたため、民進党議員の場合には態度が違うのはダブルスタンダードだと批判されている。

## 分担執筆・寄稿
- メディアと人権を考える会編『犯罪報道と人権』1993年、現代書館 ISBN 4768466230 所収「犯罪報道の現場から」
- 現代ジャーナリズムを考える会編『テロリズムと報道』1996年、現代書館 ISBN 4768467059 所収「取材・報道の現場で」
- 椎橋隆幸編『犯罪被害者対策の現状』2000年、東京法令出版 ISBN 4768467059 所収「第6章 マスコミと犯罪被害者」
- 飯室勝彦、田島泰彦、渡邊眞次編『報道される側の人権』1997年、明石書店 ISBN 4750309974 所収「東電女性社員殺害事件―新聞の場合　メディア荒廃の系譜」
- 櫻井よしこ編著『あなたの個人情報が危ない』2002年、小学館 ISBN 4094028870 所収「第一線の記者たちが真実に迫る細い糸」